# 라요 바예카노 페메니노
라요 바예카노 페메니노(스페인어: Rayo Vallecano Femenino)는 스페인 마드리드의 자치구인 바예카스를 연고로 하는 여자 축구 클럽이다. 2000년에 라요 바예카노 산하 여자 축구단으로 설립되었으며, 현재 스페인 여자 축구의 최상위 리그인 프리메라 디비시온 페메니나에 참가하고 있다.

## 성적
- 프리메라 디비시온 페메니나 3회 우승 (2008-09, 2009-10, 2010-11)
- 코파 데 라 레이나 1회 우승 (2008)